# Plößhöfe
Plößhöfe ist ein Ortsteil der Gemeinde Tiefenbach im Oberpfälzer Landkreis Cham in Bayern.

## Geographische Lage
Plößhöfe bezeichnet einen Weiler, dessen etwa sieben Gebäude verstreut auf der Hochfläche nördlich der Verbindungsstraße von Irlach nach Stein liegen.

## Geschichte
Die Plößhöfe wurden 1826 gegründet. Ihre Besitzer wohnten vorher in Irlach, zogen aber wegen der vielen Feuersbrünste, die Irlach plagten, hinaus und siedelten sich ungefähr 1 km östlich von Irlach an.
Plößhöfe gehörte zur Landgemeinde Irlach.
1845 wurde Plößhöfe mit drei Häusern und 19 Einwohnern verzeichnet.
Zum Stichtag 23. März 1913 (Osterfest) wurde Plößhöfe als Teil der Pfarrei Tiefenbach mit fünf Häusern und 21 Einwohnern aufgeführt.
Etwa in der Mitte der Streusiedlung Plößhöfe befindet sich eine 1928 erbaute Wegkapelle, ein giebelständiger und abgewalmter Satteldachbau mit Dachreiter.